# Mailly-le-Château
Mailly-le-Château – miejscowość i gmina we Francji, w regionie Burgundia-Franche-Comté, w departamencie Yonne.
Według danych na rok 1990 gminę zamieszkiwało 555 osób, a gęstość zaludnienia wynosiła 15 osób/km² (wśród 2044 gmin Burgundii Mailly-le-Château plasuje się na 418. miejscu pod względem liczby ludności, natomiast pod względem powierzchni na miejscu 95.).